# Chawanwat Srisook
Chawanwat Srisook (thailändisch ชณธวัฒน์ ศรีสุข; * 11. Februar 1990) ist ein thailändischer Fußballspieler.

## Karriere
Chawanwat Srisook spielt seit 2015 beim Navy FC in Sattahip. Wo er vor 2015 gespielt hat, ist unbekannt. Von 2015 bis 2018 spielte er mit dem Verein in der höchsten Liga des Landes, der Thai League. Die Saison 2018 schloss der Club mit einem 16. Tabellenplatz ab und er musste somit den Weg in die Zweite Liga, der Thai League 2, antreten. 2019 erreichte der Club einen 16. Tabellenplatz. Absteigen musste der Club nicht, da Army United und Thai Honda FC sich aus der Liga zurückzogen und Ubon United die Lizenz verweigert wurde. Nach über 140 Ligaspielen für die Navy wechselte er nach der Hinrunde 2021/22 zum Air and Coastal Defence Command FC. Der Verein, der ebenfalls in Sattahip beheimatet ist, spielt in der dritten Liga, der Thai League 3. Hier tritt der Verein in der Eastern Region an.